# Adenocarpus
Adenocarpus es un género de planta con 57 especies perteneciente a la familia Fabaceae. Comprende 48 especies descritas y de estas, solo 16 aceptadas.

## Taxonomía
El género fue descrito por Augustin Pyrame de Candolle y publicado en Flore Française. Troisième Édition 5: 549. 1815.
Etimología
Adenocarpus: nombre genérico que procede del griego aden, que significa "glándula" y karpos, que significa "fruto", haciendo referencia a una característica de las legumbres de estas plantas.

## Endemismos canarios
- Adenocarpus foliolosus (Aiton) DC. (Codeso de monte)
- Adenocarpus ombriosus Ceballos & Ortuño (Codeso herreño, escobón negro)
- Adenocarpus viscosus (Willd.) Webb & Berthel. (Codeso del pico)
- Adenocarpus viscosus subsp spartioides Rivas-Mart. & Belmonte (Codeso palmero)
- Adenocarpus viscosus subsp viscosus (Willd.) Webb & Berthel. (Codeso de cumbre)

## Especies seleccionadas
- Adenocarpus anagyrifolius Cosson & Balansa
- Adenocarpus anagyrus
- Adenocarpus anisochilus
- Adenocarpus argyrophyllus
- Adenocarpus artemisiifolius Jahandiez & al.
- Adenocarpus bacquei Batt. & Pitard
- Adenocarpus battandieri
- Adenocarpus benguellensis
- Adenocarpus bivonii
- Adenocarpus cincinnatus (Ball) Maire
- Adenocarpus complicatus (L.) Gay
- Adenocarpus decorticans Boiss.
- Adenocarpus hispanicus (Lam.) DC.
- Adenocarpus telonensis (Loisel) Robert